# U 156 (U-Boot, 1941)
U 156 war ein deutsches U-Boot vom Typ IX C, das im Zweiten Weltkrieg von der deutschen Kriegsmarine eingesetzt wurde. Bekannt wurde es durch die am 12. September 1942 erfolgte Versenkung der Laconia, von deren 2741 Personen an Bord 1809 italienische Kriegsgefangene aus Nordafrika waren. U 156 unter Kommandant Werner Hartenstein rief auf offener Frequenz zur Rettung der Schiffbrüchigen U-Boote und Schiffe herbei, doch der U-Boot-Verband mit den Geretteten wurde von einem US-amerikanischen Bomber angegriffen. Der Befehlshaber der U-Boote Karl Dönitz erteilte daraufhin den „Laconia-Befehl“ (Triton Null), mit dem den deutschen U-Booten jegliche Hilfeleistung gegenüber Überlebenden versenkter feindlicher Schiffe untersagt wurde. Beim Untergang der Laconia und der Bombardierung der Rettungsflotte starben 1658 Menschen. U 156 versenkte darüber hinaus 19 weitere Schiffe, wobei 139 Menschen starben. Insgesamt wurden 97.504 BRT versenkt. U 156 wurde am 8. März 1943 im Westatlantik versenkt, wobei alle 53 Besatzungsmitglieder starben.

## Technische Daten
Die Boote der U-Bootklasse IX C waren Zweihüllenboote für die ozeanische Verwendung und wurden daher auch "Ozeanboote" genannt. Ein solches Boot hatte eine Wasserverdrängung von 1120 t über und 1232 t unter Wasser. Das Boot war 76,76 m lang, 6,76 m breit und hatte einen Tiefgang von 4,70 m. Zwei 2200 PS starke MAN-Neunzylinder-Viertakt-Dieselmotoren M 9 V 40/46 – mit Aufladung – ermöglichten eine Höchstgeschwindigkeit von 18,3 kn über Wasser. Bei 10 kn Fahrt hatte das Boot eine Reichweite von 12.000 Seemeilen. Die beiden 500 PS SSM-Doppel-E-Maschinen GU 345/34 hatten 62 × 62 Akku-Zellen AFA Typ 44 MAL 740 W. Damit konnten unter Wasser maximal 7,3 kn erreicht werden. Bei einer Fahrt von 4 kn betrug die Reichweite 64 Seemeilen. Aus 4 Bug- und 2 Hecktorpedorohren konnten 22 Torpedos oder bis zu 44 TMA- oder 66 TMB-Minen ausgestoßen werden. Die Tauchtiefe betrug 100–200 m und die Schnelltauchzeit 35 Sekunden. Das Boot hatte ein 10,5-cm Utof-L/45-Geschütz mit 180 Schuss, eine 3,7-cm-Fla-Waffe mit 2625 Schuss und eine 2-cm-Fla-Waffe mit 4250 Schuss. Ab 1943/44 wurden bei diesem Bootstyp die 10,5-cm-Kanonen entfernt. Die Flak-Bewaffnung wurde durch vier 2-cm-Zwillings-Fla-Geschütze mit 8.500 Schuss ersetzt. Als Besatzung waren für diese Bootsart vier Offiziere und 44 Mannschaften vorgesehen. Meistens waren jedoch mehr Männer an Bord (siehe Verbleib). Die Kosten für den Bau betrugen 6.448.000 Reichsmark.

## Geschichte
Der Bauauftrag für U 156 wurde am 25. September 1939 an die AG Weser in Bremen vergeben. Die Kiellegung erfolgte am 11. Oktober 1940 und der Stapellauf am 21. Mai 1941. Am 4. September 1941 wurde es unter Kapitänleutnant Werner Hartenstein in Dienst gestellt. Dieses Boot führte zwei Embleme am Turm, zum einen das Wappen seiner Patenstadt Plauen und zum anderen das Flottillenzeichen der 2. U-Flottille. Letzteres bestand aus einer Siegrune, die ein U-Boot umrahmte.

## Einsatzstatistik
U 156 gehörte bis zum 31. Dezember 1941 als Ausbildungsboot der 4. U-Flottille in Stettin an. Danach war es bis zu seiner Versenkung als Frontboot der 2. U-Flottille in Lorient zugeteilt.

### Erste Unternehmung
Das Boot lief am 24. Dezember 1941 um 22.58 Uhr von Kiel aus. U 156 operierte bei der Überführungsfahrt nach Frankreich im Nordatlantik und brachte dort zwei Wetterbojen aus.
Nach 17 Tagen hatte U 156 eine Strecke von 2.871 Seemeilen über und 158 Seemeilen unter Wasser zurückgelegt und lief am 10. Januar 1942 um 12.10 Uhr in Lorient ein. Es konnte auf dieser Unternehmung keine Schiffe versenken oder beschädigen.

### Zweite Unternehmung
Das Boot lief am 19. Januar 1942 um 17.45 Uhr von Lorient aus. U 156 operierte im Nordatlantik, dem Westatlantik, der Karibik sowie vor Aruba und Martinique.
Während des Angriffs auf Aruba wurde am 16. Februar 1942 im Hafen von Sint Nicolaas (Aruba) der britische Tanker Pedernales mit 4.317 BRT durch einen Torpedo versenkt. Es gab acht Tote und zwölf Überlebende. Das Schiff wurde später gehoben. (Lage)
Am 16. Februar 1942 wurde im Hafen von Sint Nicolaas (Aruba) der britische Tanker Oranjestad mit 2.396 BRT durch einen Torpedo versenkt. Es gab 15 Tote und zehn Überlebende. (Lage)
Am 16. Februar 1942 wurde der 6.442 BRT große amerikanische Tanker Arkansas im Hafen von Sint Nicolaas (Aruba) beschädigt. Es gab vier Tote und 36 Überlebende. (Lage)
Am 16. Februar 1942 wurde die Ölraffinerie auf Aruba beschossen. Dabei gab es einen Rohrkrepierer, bei dem ein Besatzungsmitglied ums Leben kam.
Am 20. Februar 1942 wurde in der Karibik der US-amerikanischen Dampfer Delplata mit 5.127 BRT durch fünf Torpedos (vier Fehlschüsse) versenkt. Er hatte 6.100 t Stückgut geladen und befand sich auf dem Weg von Rio de Janeiro nach Saint Thomas. Es gab keine Verluste, 52 Überlebende. (Lage)
Am 25. Februar 1942 wurde in der Karibik, 70 Seemeilen westlich von Guánica, der britische Tanker La Carriere mit 5.685 BRT durch fünf Torpedos (zwei Fehlschüsse) versenkt. Er war in Ballast von New York nach Trinidad unterwegs. Es gab 15 Tote und 26 Überlebende. (Lage)
Am 27. Februar 1942 wurde im Mittelatlantik 25 Seemeilen nordwestlich von Cape Vijos (Puerto Rico) der britische Dampfer Macgregor mit 2.498 BRT durch Artillerie, 92 Schuss aus der 10,5-cm- und 112 Schuss aus der 3,7-cm-Kanone, versenkt. Er hatte 2.621 t Kohle geladen und befand sich auf dem Weg vom Tyne nach Tampa. Es gab einen Toten und 30 Überlebende. Das Schiff gehörte zum aufgelösten Geleitzug ON.60 mit 45 Schiffen. (Lage)
Am 28. Februar 1942 wurde im Mittelatlantik der US-amerikanische Tanker Oregon mit 7.017 BRT durch Artillerie, 58 Schuss aus der 10,5-cm-, 304 Schuss aus der 3,7-cm- und 101 Schuss aus der 2-cm-Kanone, versenkt. Er hatte 78.000 Barrel Heizöl geladen und befand sich auf dem Weg von Aruba nach Melville. Es gab sieben Tote und 30 Überlebende. (Lage)
Nach 57 Tagen hatte U 156 eine Strecke von 9.720 Seemeilen über und 331 Seemeilen unter Wasser zurückgelegt und lief am 17. März 1942 um 10.05 Uhr wieder in Lorient ein. Es hatte auf dieser Unternehmung fünf Schiffe mit 22.723 BRT versenkt und zwei Schiffe mit 10.769 BRT beschädigt.

### Dritte Unternehmung
Das Boot lief am 22. April 1942 um 20.06 Uhr von Lorient aus. U 156 operierte im Mittelatlantik, im Westatlantik, in der Karibik und vor dem Panamakanal.
Am 13. Mai 1942 wurde im Mittelatlantik das niederländische Motorschiff Koenjit mit 4.551 BRT durch drei Torpedos (zwei Fehlschüsse) versenkt. Es hatte 8.629 t Stückgut sowie den US-amerikanischen Motorkutter Letitia Porter mit 15 BRT geladen und befand sich auf dem Weg von Halifax über die Tafelbucht nach Alexandria. Es gab einen Toten und 37 Überlebende. (Lage)
Am 13. Mai 1942 wurde im Mittelatlantik westlich von Barbados der britische, mit 6.630 BRT vermessene Dampfer City of Melbourne durch einen Torpedo und 24 Schuss aus der 10,5-cm-Kanone versenkt. Er hatte 4.000 t Stückgut geladen und befand sich auf dem Weg von Beira (Mosambik) und Kapstadt nach New York. Es gab einen Toten und 86 Überlebende. (Lage)
Am 15. Mai 1942 wurde im Mittelatlantik das norwegische Motorschiff Siljestad mit 4.301 BRT durch drei Torpedos (zwei Fehlschüsse) versenkt. Er hatte Stückgut sowie Militärgüter geladen und befand sich auf dem Weg von New York über die Tafelbucht nach Alexandria. Es gab zwei Tote und 31 Überlebende. (Lage)
Am 15. Mai 1942 wurde im Mittelatlantik der jugoslawische Dampfer Kupa mit 4.382 BRT durch einen Torpedo versenkt. Er hatte LKWs, Flugzeugteile sowie Treibstoff geladen und war auf dem Weg von New York über die Tafelbucht nach Alexandria. Es gab zwei Tote und 39 Überlebende. (Lage)
Am 17. Mai 1942 wurde im Mittelatlantik östlich von Martinique der britische Dampfer Barrdale mit 5.072 BRT durch einen Torpedo versenkt. Er hatte 9.824 t Kriegsgüter geladen und befand sich auf dem Weg von New York über Kapstad nach Basra und Abadan. Es gab einen Toten und 52 Überlebende. (Lage)
Am 18. Mai 1942 wurde im Mittelatlantik der US-amerikanische Dampfer Quaker City mit 4.962 BRT durch einen Torpedo versenkt. Er hatte 4.500 t Manganerz geladen und befand sich auf dem Weg von Kapstadt nach Norfolk (Virginia). Es gab zehn Tote und 30 Überlebende. (Lage)
Am 18. Mai 1942 wurde im Mittelatlantik der britische, mit 8.042 BRT vermessene Tanker San Eliseo durch fünf Torpedos (ein Fehlschuss) beschädigt. Er fuhr in Ballast und war auf dem Weg von Liverpool nach Trinidad und Aruba. Es gab keine Verluste. (Lage)
Am 21. Mai 1942 wurde in der Karibik der dominikanische, mit 1.668 BRT vermessene Dampfer Presidente Trujillo durch einen Torpedo versenkt. Er hatte Reis, Brauereikessel sowie Futtermittel geladen und befand sich auf dem Weg von Fort-de-France nach San Juan (Puerto Rico). Es gab 24 Tote und 13 Überlebende. (Lage)

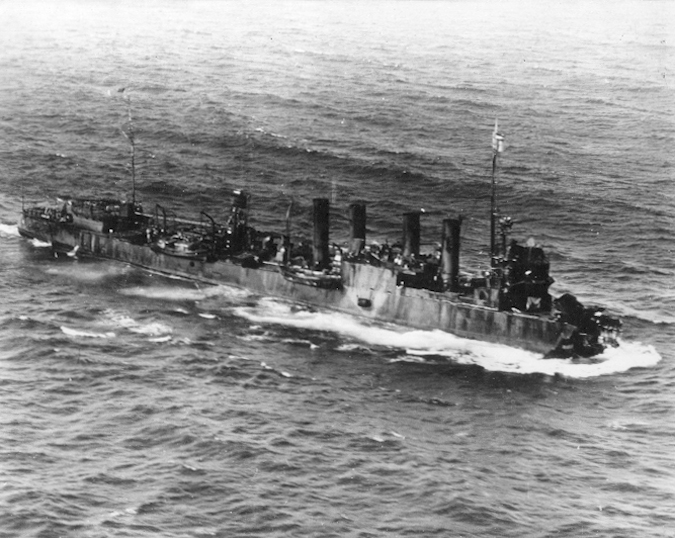
Die schwer beschädigte USS Blakely

Am 25. Mai 1942 wurde in der Karibik der US-amerikanische Zerstörer USS Blakely mit 1.154 ts durch zwei Torpedos beschädigt. Er befand sich auf Patrouille vor der Insel Martinique. Es gab sechs Tote und 116 Überlebende. (Lage)
Am 29. Mai 1942 wurde in der Karibik 60 Seemeilen westlich von St. Lucia (Britisch Westindien) der britische, mit 1.913 BRT vermessene Dampfer Norman Prince durch zwei Torpedos versenkt. Er fuhr in Ballast und war auf dem Weg von Liverpool über St. Lucia nach Barranquilla. Es gab 16 Tote und 33 Überlebende. (Lage)
Am 1. Juni 1942 wurde in der Karibik der 5.970 BRT große brasilianische Dampfer Alegrete durch einen Torpedo und 20 Schuss aus der 10,5-cm-Kanone versenkt. Er hatte Stückgut geladen und befand sich auf dem Weg von Pará nach New Orleans. Es gab keine Verluste, 64 Überlebende. (Lage)
Am 3. Juni 1942 wurde im Mittelatlantik das britische Segelschiff Lilian mit 80 BRT durch 32 Schuss aus der 3,7-cm- und 270 Schuss aus der 2-cm-Kanone versenkt. Es hatte Rum sowie zwei Passagiere an Bord und befand sich auf dem Weg von Jamaika nach Trinidad. Es gab drei Tote und 22 Überlebende. (Lage)
Am 24. Juni 1942 wurde im Mittelatlantik südöstlich der Bermudas der britische Dampfer Willimantic mit 4.558 BRT durch 73 Schuss aus der 10,5-cm- und 102 Schuss aus der 3,7-cm-Kanone versenkt. Dieses Schiff fuhr in Ballast und war auf dem Weg von Durban und Kapstadt nach Charleston und Baltimore. Es gab sechs Tote und 30 Überlebende. (Lage)
Nach 76 Tagen auf See hatte U 156 eine Strecke von 9.865 Seemeilen über und 592 Seemeilen unter Wasser zurückgelegt und lief am 7. Juli 1942 um 8.06 Uhr wieder in Lorient ein. Es hatte auf dieser Unternehmung elf Schiffe mit 44.086 BRT versenkt und zwei Schiffe mit 8.042 BRT bzw. 1.154 ts beschädigt.

### Vierte Unternehmung
Das Boot lief am 20. August 1942 um 19.16 Uhr von Lorient aus. U 156 operierte im Nordatlantik, dem Mittelatlantik, dem Südatlantik, vor Freetown sowie nordöstlich der Insel Ascension. Das Boot wurde vom B.d.U mit U 172, U 504, U 68 sowie dem Versorgungsunterseeboot U 459 (Typ XIV) zur Gruppe Eisbär zusammengefasst.
Am 27. August 1942 wurde im Nordatlantik 200 Seemeilen nordwestlich der Insel Madeira der britische Dampfer Clan Macwriter mit 5.941 BRT durch zwei Torpedos versenkt. Er hatte 2.000 t Manganerz, 3.500 t Leinsamen, 2.200 t Roheisen sowie Stückgut geladen und befand sich auf dem Weg von Bombay über Durban, Freetown und Bathurst nach Hull. Es gab elf Tote und 75 Überlebende. Das Schiff gehörte zum Geleitzug SL 119 mit 30 Schiffen. (Lage)
Am 12. September 1942 wurde im Südatlantik 360 Seemeilen nordöstlich der Insel Ascension der britische Truppentransporter Laconia mit 19.680 BRT versenkt. Das Schiff wurde im Marinequadrat FF 7721 mit zwei Torpedos versenkt. (Lage) Es legte sich auf die Steuerbordseite und begann, mit dem Bug voran, zu sinken. Der Kommandant von U 156 wusste vor der Torpedierung nicht, dass sich auch 1809 italienische Kriegsgefangene an Bord befanden. Er erkannte aber nach der Torpedierung, dass Verbündete in Seenot geraten waren, und leitete eine in der Seekriegsführung beispiellose Rettungsaktion ein. Der B.d.U. befahl daraufhin weitere U-Boote  an die Versenkungsstelle, um U 156 bei den Rettungsarbeiten zu unterstützen. Diese Rettungsaktion wurde eines der folgenreichsten Geschehnisse im Seekrieg und ging als Laconia-Zwischenfall in die Geschichtsbücher ein. U 156 wurde am 16. September 1942 um 12.32 Uhr während der Rettungsarbeiten von einem amerikanischen Flugzeug überflogen, bombardiert und beschädigt. Der B.d.U. erfuhr über Funk von diesem Vorfall und verfasste den Seebefehl Triton Null. Der Kommandant von U 156 ließ aus Sorge um sein Boot die Rettungsarbeiten abbrechen, die Schiffbrüchigen aus seinem Boot in die Rettungsboote aussteigen und begab sich zu weiteren Reparaturarbeiten westwärts. Die Laconia hatte wahrscheinlich 623 Crewmitglieder, darunter 103 polnische Gefangenenwärter, 268 Militärurlauber (darunter 80 Frauen und Kinder), 1809 italienische Kriegsgefangene sowie 2.000 t Stückgut inklusive Häute und Sisal an Bord und war auf dem Weg von Sues nach Großbritannien. Die Zahl der an Bord befindlichen Passagiere und der Toten wird in der Literatur unterschiedlich angegeben. 
Am 19. September 1942 wurde im Südatlantik nordwestlich der Insel Ascension der britische Dampfer Quebec City mit 4.745 BRT durch einen Torpedo, 58 Schuss aus der 3,7-cm- und sieben Schuss aus der 10,5-cm-Kanone versenkt. Er hatte 6.000 t Stückgut und Baumwolle geladen und war auf dem Weg von Alexandria, über Kapstadt und Freetown, nach Großbritannien. Es gab fünf Tote und 41 Überlebende. (Lage)
Nach 88 Tagen auf See hatte U 156 eine Strecke von 11.514,4 Seemeilen über und 373 Seemeilen unter Wasser zurückgelegt und lief am 16. November 1942 um 7.50 Uhr wieder in Lorient ein. Es hatte auf dieser Unternehmung drei Schiffe mit 30.281 BRT versenkt.

### Fünfte Unternehmung
Das Boot lief am 16. Januar 1943 um 17.00 Uhr von Lorient aus. U 156 operierte im Mittelatlantik, den Kapverdischen Inseln der Guayana-Küste, dem Westatlantik, östlich der Antillen sowie östlich von Barbados. Am 8. März 1943 wurde es im zuletzt genanntem Gebiet versenkt. Auf dieser 51-tägigen Unternehmung wurden keine Schiffe versenkt oder beschädigt.

## Versenkung
U 156 wurde am 8. März 1943 im Westatlantik östlich von Barbados von einem Flugboot vom Typ Consolidated PBY (Lt. E. Dryden) des Geschwaders VP-53 der US Navy auf der Position 12° 38′ N, 54° 39′ W im Marine-Planquadrat EE 9157 versenkt. Alle 53 Menschen an Bord starben.